# Johann Gottlieb Cordes
Johann Gottlieb Cordes (* 21. Februar 1870 in Einbeck; † 31. Mai 1955 in Wehrstedt) war ein deutscher lutherischer Geistlicher und Autor.

## Leben
Cordes studierte Evangelische Theologie und wurde am 19. November 1900 ordiniert. Er war zunächst Hilfsgeistlicher in Ilten, Kirchweyhe und Nienburg, ab 1901 in Wilhelmsburg-Reiherstieg, ehe er 1904 als Pastor die zweite Pfarrstelle in Wilhelmsburg-Reiherstieg erhielt. 1927 wurde er Sozialpfarrer der Evangelisch-lutherischen Landeskirche Hannovers und Pastor in Wehrstedt. Am 1. Oktober 1946 wurde er in den Ruhestand versetzt.

## Werke
- Die Verantwortung des Christen für sein Volk (Hannover 1951)
- Die soziale Aufgabe der Kirche (Göttingen 1932)
- Pazifismus und christliche Ethik (Leipzig 1918)
- Der Kampf um die Weltanschauung in der Gegenwart. Vortrag auf dem XXVI. Vereinstag des Vereins für christl. Volksbildung in Soest (Hattingen-Ruhr um 1907)
- Aus der Geisteswelt des Industriearbeiters (Diesdorf o. J.)